# The Concealed
The Concealed, s podtitulem Esoteric Secrets and Hidden Traditions of the East; je studiové album amerického skladatele Johna Zorna. Premiéra tohoto díla byla 18. května 2012 v Victoriaville v Québecu. Nahrávání tohoto alba probíhalo 21. května téhož roku v East Side Sound v New Yorku. Různé skladby byly nahrány buď sólově s jedním hudebníkem, v triu, v kvartetu nebo se všemi hudebníky (sextet).

## Seznam skladeb
Autorem všech skladeb je John Zorn.
| Pořadí         | Název                             | Délka |
| -------------- | --------------------------------- | ----- |
| 1.             | Persepolis                        | 4:02  |
| 2.             | The Hidden Book                   | 2:57  |
| 3.             | Passage to Essentuki              | 3:44  |
| 4.             | Pathway of Fire                   | 4:01  |
| 5.             | Towards Kafiristan                | 3:29  |
| 6.             | Kavanah                           | 5:03  |
| 7.             | Back to Bokhara                   | 5:24  |
| 8.             | The Silver Thread                 | 4:28  |
| 9.             | The Dervish                       | 6:33  |
| 10.            | The Way of the Sly Man            | 3:50  |
| 11.            | Amu Darya                         | 4:45  |
| 12.            | A Portrait of Moses Cordovero     | 5:37  |
| 13.            | Visitation of the Night Angels    | 4:09  |
| 14.            | Life Is Real Only Then, When I Am | 4:31  |
| Celková délka: | Celková délka:                    | 62:33 |

## Obsazení
- Joey Baron – bicí
- Trevor Dunn – kontrabas
- Mark Feldman – housle
- Erik Friedlander – violoncello
- John Medeski – klavír
- Kenny Wollesen – vibrafon